# 南木曽町立田立小学校
南木曽町立田立小学校（なぎそちょうりつ ただちしょうがっこう）は、かつて長野県木曽郡南木曽町田立にあった公立小学校。2007年3月をもって、新「南木曽小学校」に統合された。

## 沿革

### 年表
- 1874年4月 - 南宮神社の一部を利用して創立。
- 1883年4月 - 西筑摩郡田立村立田立学校に改称。
- 1890年4月 - 西筑摩郡田立村立田立尋常小学校に改称。
- 1901年4月 - 西筑摩郡田立村立田立尋常高等小学校に改称。
- 1947年4月 - 田立村立田立小中学校に改称、校章を制定。
- 1958年4月 - 校歌を制定。
- 1961年4月 - 南木曽町立田立小中学校に改称。
- 1969年4月 - 南木曽町立田立小学校に改称。
- 1972年4月 - 創立100周年記念碑を建立。
- 2007年3月 - 南木曽小学校に統合され、閉校。

## 校歌
- 作曲: 平井康三郎
- 作詞: 前川佐美雄

## 主な進学先
- 南木曽町立南木曽中学校